# Buchnera wildii
Buchnera wildii är en snyltrotsväxtart som beskrevs av D. Philcox. Buchnera wildii ingår i släktet Buchnera och familjen snyltrotsväxter. Inga underarter finns listade i Catalogue of Life.